# Sonate pour piano de Barraqué
Pour les articles homonymes, voir Sonate pour piano (homonymie).
La Sonate pour piano est l'unique œuvre pour piano de Jean Barraqué. Composée de 1950 à 1952, elle est jouée en première audition publique le 24 avril 1967 par Elisabeth Klein (en) à Copenhague et enregistrée en première gravure par Yvonne Loriod en 1957.

## Analyse
La sonate est constituée de deux parties enchainées basées sur l'alternance de tempo (rapide ou lent), de style (libre ou rigoureux). Dans un souci d'intelligibilité, chaque variation de tempo correspond à un changement dans l'intensité ou le registre tout en restant attaché au cadre général de la forme sonate fondé sur le procédé d'opposition dialectique entre les éléments du discours musical (rythme, dynamique, style) ainsi que dans la dualité son-silence.
- Durée d'exécution : environ quarante minutes.

## Discographie
- Yvonne Loriod, Barraqué : Séquence et Sonate pour piano, BnF, 1957
- Claude Helffer, Jean Barraqué, Sonate pour piano, Valois, 1969
- Françoise Thinat, Dukas, Barraqué, Solstice, 1972.
- Chen Pi-hsien, Boulez, Barraqué, Telos Records, 1997.
- Stefan Litwin, Jean Barraqué, Œuvres complètes, CPO, 1998.
- Herbert Henck, Jean Barraqué, Sonate pour piano, ECM New Series, 2000.
- Jean-Frédéric Neuburger, Liszt, Debussy, Barraqué, Neuburger, Mirare, 2011.
- Roger Woodward, Jean Barraqué, Sonate pour piano, Celestial Harmonies, 2014.